# Forte Toulbroc'h
Il forte Toulbroc'h fu uno dei forti a protezione della rada di Brest, una rada di mare davanti alla città di Brest.

## Storia
Il nome del forte deriva dal francese trou a blaireau e si trova nel territorio comunale di Locmaria-Plouzané, accessibile dal sentiero costiero GR 34.
Questo forte era coadiuvato da molte batterie e casematte, con le quali comandava il ponte di Grand Minou e l'entrata alla goletta.
È attorniato da profonde rovine che ne fanno una cintura naturale di difesa. Le prime costruzioni delle batterie sono datate al 1884.
Attorno all'antico forte, sono state edificate diverse strutture per la difesa della costa, facenti parte del Vallo Atlantico. Nonostante queste difese, il 2 settembre 1944, 60 uomini del 5^ ranger americano conquistarono il forte in 6 minuti, facendo prigionieri 5 ufficiali e 237 soldati tedeschi.

## Collegamenti esterni

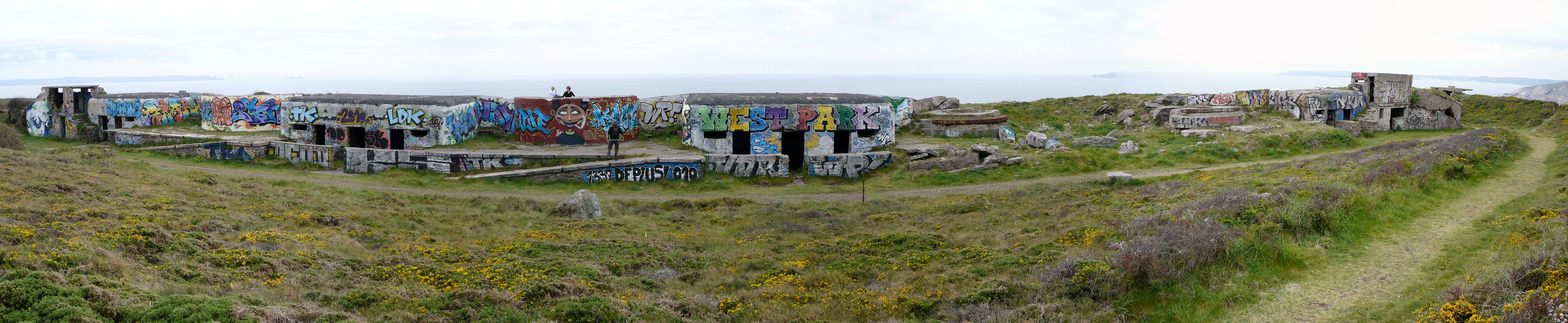
Alcune delle maggiormente moderne strutture difensive